# Уджда
У́джда (араб. وجدة, фр. Oujda) — місто на північному сході Марокко; адміністративний центр Східної області Марокко.

## Загальна інформація
Уджда розташована неподалік (на відстані 15 км) від державного кордону з Алжиром і на відстані 60 км від Середземного моря.
Населення міста — бл. 500 тис. чол. (оцінка, 2004 рік; за даними 1971 року 175,5 тис. чол.).
Уджда — вузол залізничних шляхів і шосейних доріг.
Поблизу міста розташований аеропорт.
У місті функціонують підприємства металообробної, хімічної, будівельних матеріалів, деревообробної і харчової промисловості.
Місто здавна є значним торговельним осередком.
У місті — велика мечеть (ХІІ ст.), Етнографічний музей.
Родом з Уджди президент Алжиру Абделазіз Бутефліка (1995—2005).